# Manatsu no Kōsen
Singles de Morning Musume
Memory Seishun no Hikari
(1999) Furusato
(1999)
Manatsu no Kōsen (真夏の光線, ou ...Kosen, ...Kousen ; "Un rayon de lumière au milieu de l'été") est le 5e single du groupe féminin de J-pop Morning Musume.

## Présentation
Le single sort d'abord au format mini-CD (8 cm) le 12 mai 1999 au Japon sur le label zetima, écrit et produit par Tsunku. Il atteint la 3e place du classement Oricon, et reste classé pendant 9 semaines, pour un total de 235 010 exemplaires vendus. 
C'est le premier single sans Asuka Fukuda qui a quitté le groupe le mois précédent. Les deux titres du single figureront sur le deuxième album du groupe, Second Morning, qui sort en juillet suivant.
Le single est ré-édité fin 2004 au format maxi-CD (12 cm) avec une version supplémentaire inédite de la chanson-titre, pour faire partie du coffret Early Single Box contenant les ré-éditions des huit premiers singles du groupe. Ces huit singles au format 12 cm sont ensuite re-sortis à l'unité le 2 mars 2005.

## Formation
Membres du groupe créditées sur le single :
- 1re génération : Yuko Nakazawa, Aya Ishiguro, Kaori Iida, Natsumi Abe
- 2e génération : Kei Yasuda, Mari Yaguchi, Sayaka Ichii

## Titres du CD
| 1. | Manatsu no Kōsen (真夏の光線)                                         | 5:07 |
| 2. | Koi no Shihatsu Ressha (恋の始発列車 ; "Le premier train de l'amour") | 4:20 |
| 3. | Manatsu no Kōsen (Instrumental) (真夏の光線)                          | 5:06 |

| 1. | Manatsu no Kōsen (真夏の光線)                    | 5:09 |
| 2. | Koi no Shihatsu Ressha (恋の始発列車)            | 4:22 |
| 3. | Manatsu no Kōsen (Instrumental) (真夏の光線...)  | 5:11 |
| 4. | Manatsu no Kōsen (Early Version) (真夏の光線...) | 5:00 |